# Joey and the Showmen
Joey and the Showmen est un orchestre créé par Johnny Hallyday en décembre 1963, après sa rencontre aux États-Unis avec les guitaristes Joey Gréco et Ralph Dipettro.

## Composition du groupe (décembre 1963 - mai 1964)
Guitare solo et direction : Joey Gréco (États-Unis) (né en 1941, Joey Gréco meurt le 12 février 2020 des suites d'un accident de voiture survenu quatre jours auparavant)
Guitare basse : Raph Di Pietro (États-Unis) (né en 1943, Ralph Di Pietro meurt le 3 novembre 2014 dans Poughkeepsie, NY)
Guitare rythmique : Claude Djaoui (France) (né le 8 février 1936 à Marseille, Claude Djaoui meurt, dans cette même ville, le 28 février 2010)
Batterie : Bobbie Clarke (en) (Angleterre) (Né le 13 juin 1940 à Coventry, en Angleterre, Bobbie Clarke meurt le 30 août 2014)
Piano et orgue Hohner : Marc Hemmeler (de) (Suisse) (né le 16 mai 1938 à Lyon, Marc Hemmler meurt le 27 août 1999 à Auch)
Saxophone ténor et baryton : Jean Tosan (France) (né en 1932, Jean Tosan meurt le 4 novembre 2017 à Nice)
Trompette : Ivan Jullien (France) (né le 27 octobre 1934 à Vincennes, Ivan Jullien meurt le 3 janvier 2015 à Étampes)

## Biographie
Johnny Hallyday en novembre 1963, est aux États-Unis, où il doit enregistrer à Nashville. Le chanteur profite d'un séjour à New York pour rechercher de nouveaux guitaristes : Lee et Johnny Hallyday, après avoir fait la tournée des plus célèbres clubs, dans l'espoir de trouver deux guitaristes « vraiment dans le coup », arrivent sur le petit matin, complètement désespérés, au Trude Heller's Club où jouent Joey Gréco et Ralph Di Pietro.
Deux morceaux plus tard, Johnny est aux anges, car « les gars que nous cherchions depuis si longtemps étaient là » !
Au petit jour, dans un modeste café de Greenwich Village, l'accord se fait, et un mois plus tard en décembre 1963, les deux musiciens, fous de joie, débarquent en France. ».
De décembre 1963 à mai 1964, lors de plusieurs sessions la formation Joey and the Showmen enregistre une vingtaine de titres en studio avec Johnny Hallyday.
En janvier 1964, répétitions et travail en studio pour le groupe qui parachève sa mise au point, « assisté » par deux amplificateurs Fender Showman blonde (les plus puissants à l'époque) et une Fender Stratocaster Sunburst offerte à Joey par Johnny.
Joey and the Showmen, (complété par l'orchestre de Daniel Janin), l'accompagne également sur la scène de l'Olympia du 6 février au 15 mars, suivit d'une tournée qui s'achève le 1er mai à Reims, où il donne leur ultime représentation avec Hallyday. L'appel sous les drapeaux du chanteur, le 8 mai 1964 (pour quinze mois), scelle la fin du groupe Joey and the Showmen.
D'après une interview de Joey Gréco par Jean Bachelerie, le grand regret de Joey est de ne pas être resté en France après le départ de Johnny au service militaire, ce qui créa un grand vide dans sa future carrière[réf. nécessaire].
Joey Gréco retrouve Johnny Hallyday en 1993, à l'occasion des concerts qu'il donne au Parc des Princes. Le guitariste, invité, joue sur le titre O Carole (issu de l'album de 1964), l'occasion pour lui de reproduire le son et les riffs de l'époque.

## Discographie
Avec Johnny Hallyday
1964 :
- 33 tours 25cm Les guitares jouent

- super 45 tours Les mauvais garçons, Pour moi tu es la seule, Ça fait mal, Mais je reviens[13], (on retrouve ces titres sur le 25cm Le Pénitencier[14])

- album Johnny, reviens ! Les Rocks les plus terribles[15],[Note 1],[Cit. 1].

- album Olympia 64[16].

Le groupe enregistre également deux super 45 tours instrumentaux :
- 1er EP : Joey and the Showmen - l'orchestre de Johnny Hallyday / référence : Philips 434823 BE / Memphis, Surf train, Rinky dink, I can't sit down[18].

- 2e EP : Au revoir... Johnny !... - Joey and the Showmen / référence : Philips 434904 BE / Wow wow wow wow, Au revoir Johnny, Cauchemar, wild week end[19].